# Nationaal park Appennino Lucano Val d'Agri Lagonegrese
Nationaal park Appennino Lucano Val d'Agri Lagonegrese (Italiaans: Parco nazionale dell'Appennino Lucano Val d'Agri Lagonegrese) is een nationaal park in de regio Basilicata in het zuiden van Italië.
Het park, dat in 2007 is opgericht, beslaat een oppervlak van 689,96 vierkante kilometer en is een van de jongste nationale parken in Italië. Het omvat een groot deel van de Lucanische Apennijnen en is rijk aan bossen. In de lager gelegen delen bestaan deze vooral uit donzige eik (Quercus pubescens), haagbeuk (Carpinus betulus), essoorten (Fraxinus) waaronder de pluimes (Fraxinus ornus). In de hoger gelegen delen bestaat de bosvegetatie voornamelijk uit moseik (Quercus cerris) en beukensoorten (Fagus) gemengd met hulst (Ilex aquifolium), esdoorn (Acer cappadocicum Gled. subsp. lobelii), gewone zilverspar (Abies alba) en fijnspar (Picea abies).
Het park bevat verschillende natuurlijke habitats met een diversiteit aan diersoorten, waaronder zoogdieren als het gewoon stekelvarken (Hystrix cristata), de Europese haas (Lepus capensis) en het everzwijn (Sus scrofa); vleesetende zoogdieren, als bunzing (Mustela puteorius), wilde kat (Felis silvestris), otter (Lutra lutra), vos (Vulpes vulpes) en wolf (Canis lupus).

## Afbeeldingen

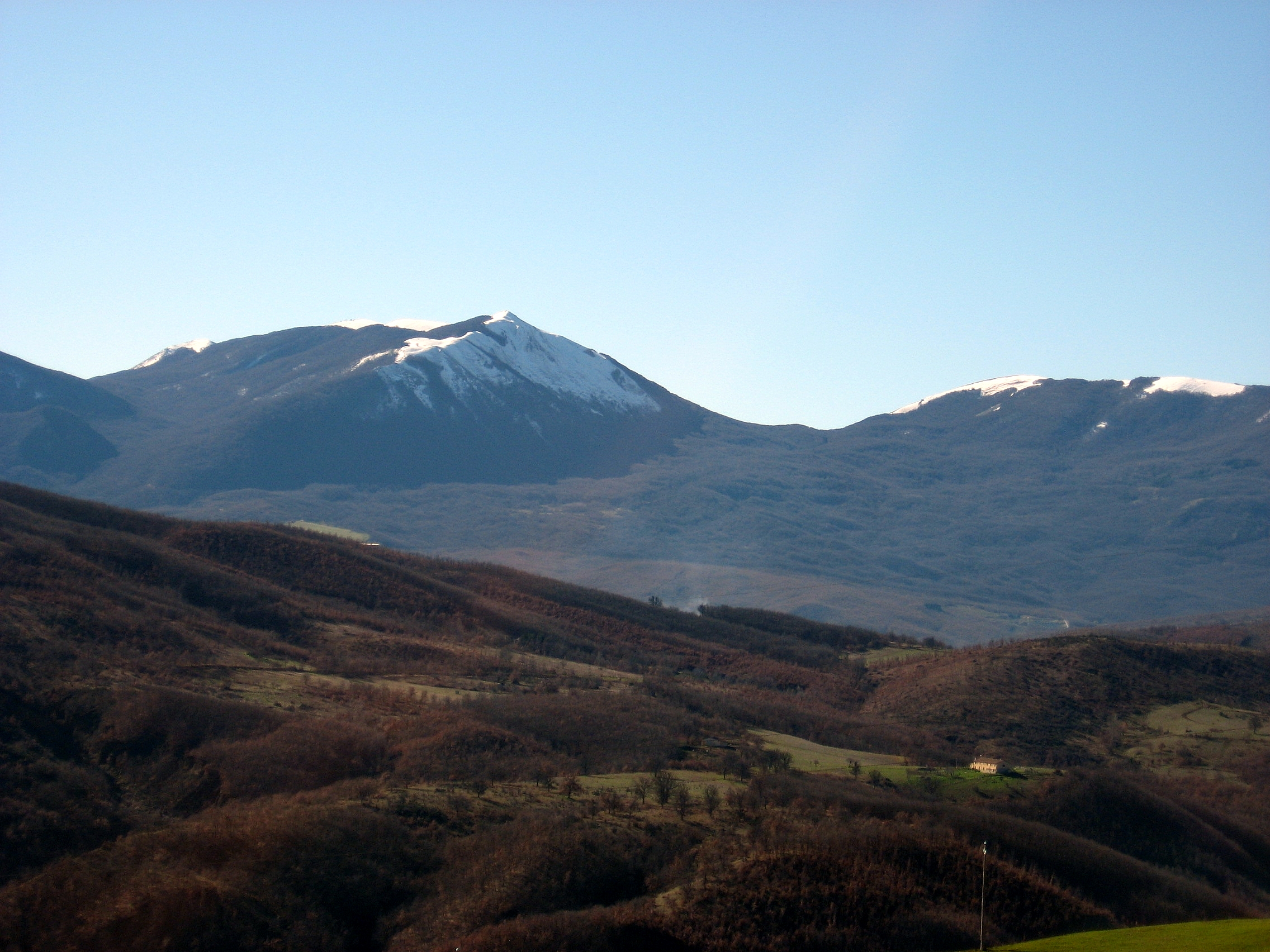
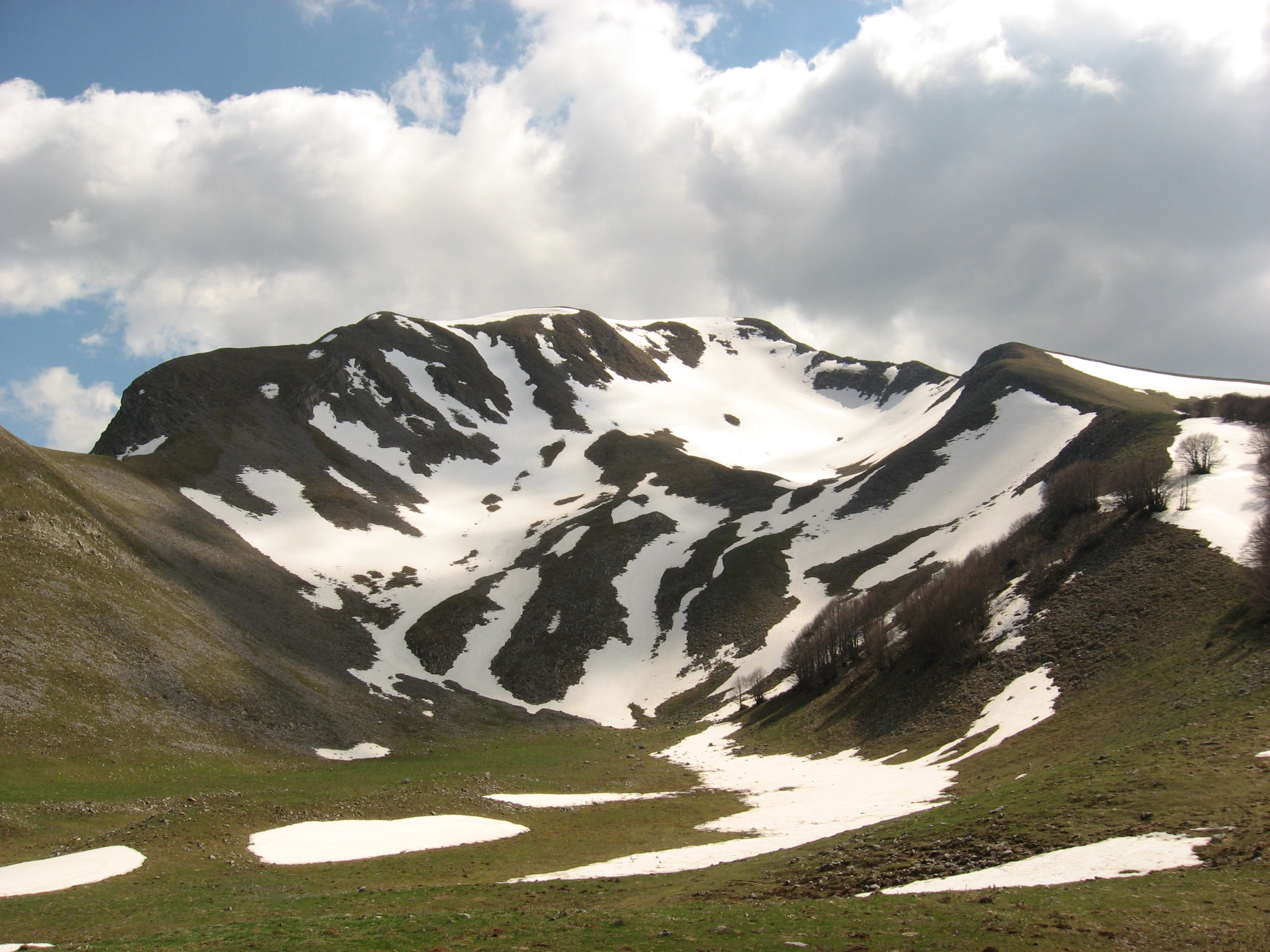
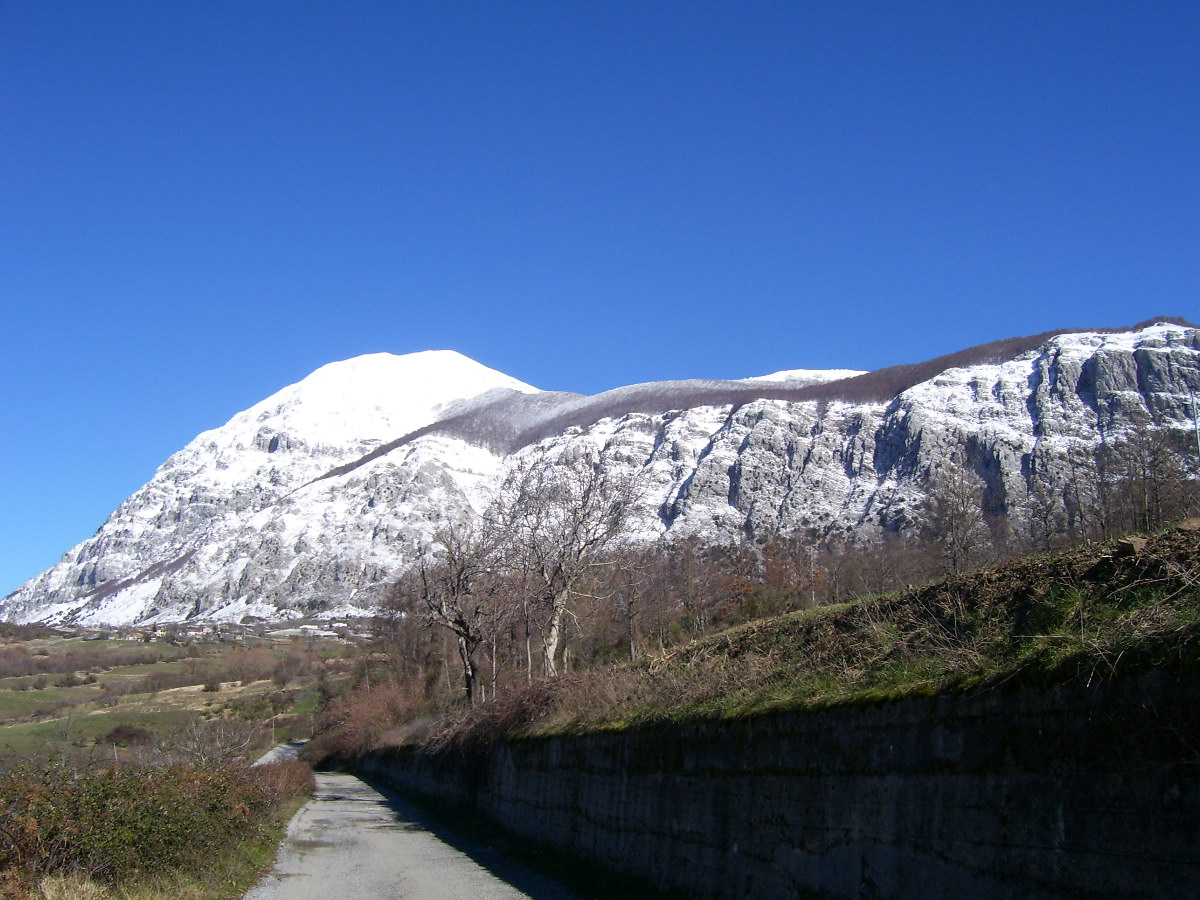
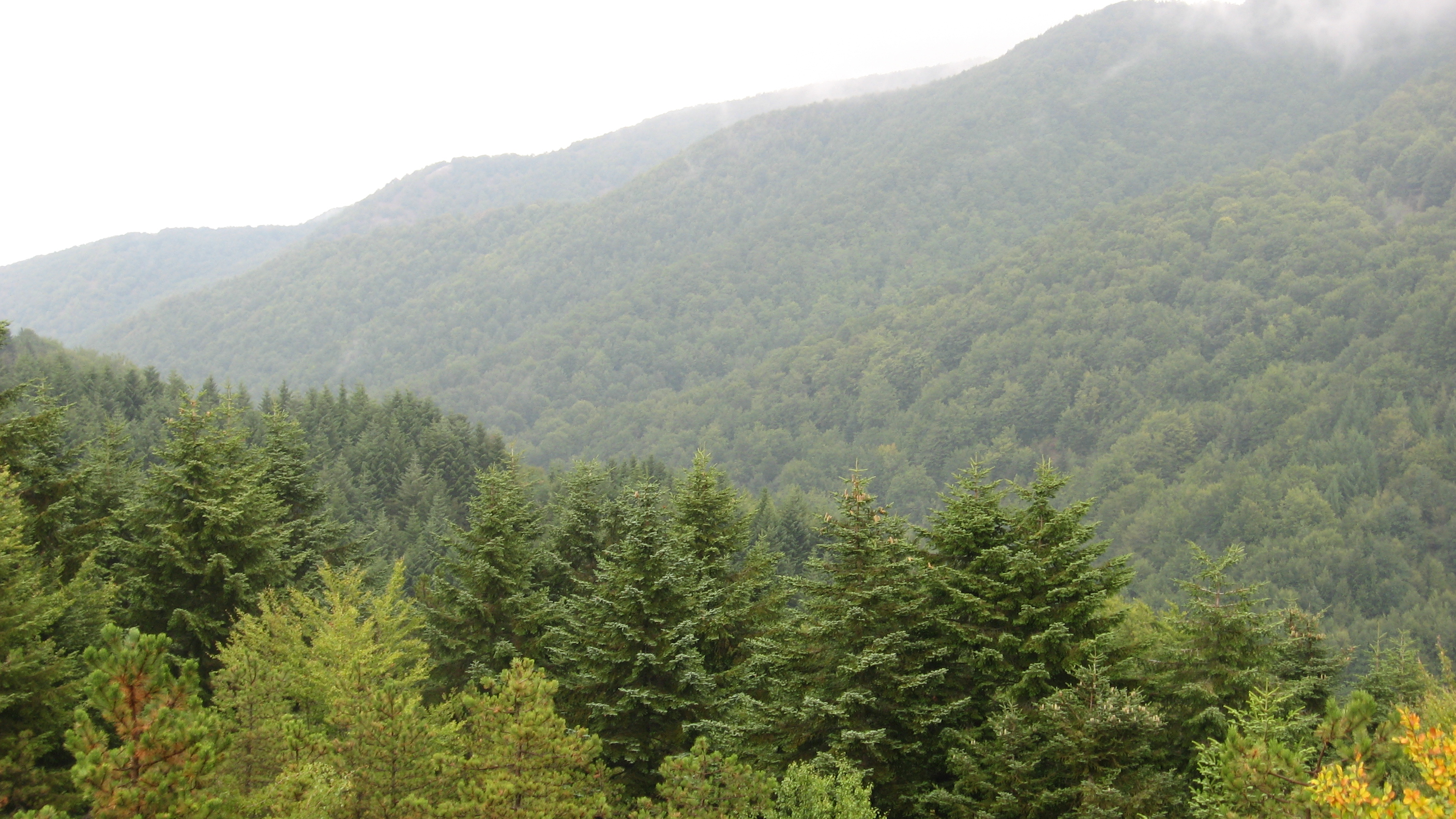